# Mesopodopsis orientalis
Mesopodopsis orientalis är en kräftdjursart som först beskrevs av W. M. Tattersall 1908.  Mesopodopsis orientalis ingår i släktet Mesopodopsis och familjen Mysidae. Inga underarter finns listade i Catalogue of Life.